# کرملینگ (کلرادو)
کرملینگ (به انگلیسی: Kremmling) شهری در ایالت کلرادو کشور ایالات متحده آمریکا است که جمعیت آن در سرشماری سال ۲۰۱۰ میلادی، ۱٬۴۴۴ نفر بوده‌است.